# Médanos (Buenos Aires)
Médanos é uma cidade localizada no canto sudoeste do Buenos Aires na República Argentina. É a cabeça do Partido de Villarino. Inicialmente, a sede do partido foi em "Laguna de Aufracio", em seguida, mudou-se para "Villarino velho" ao início do século XX, finalmente, mudou-se para Colónia Médanos.
Médanos é considerada a "capital nacional de alho" e na última década começou a produzir vinhos de gama alta.

## Fundação
Foi fundada em 13 de abril de 1897 data do decreto que autoriza a abertura da filial ferroviária e empoderamento da temporada. Seu nome foi dado pela geografia típica (dunas).

## Geografia

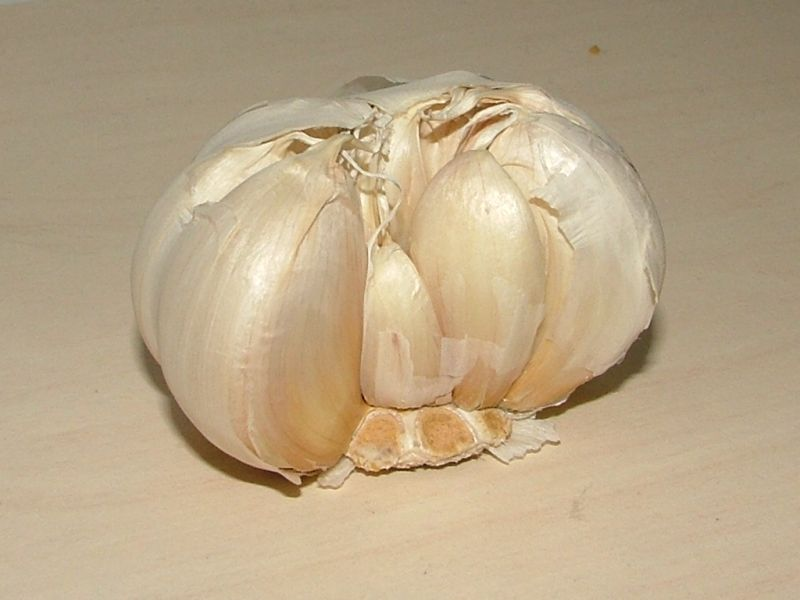
Cabeza de ajo

Médanos está localizado 642 km a partir da Buenos Aires, Capital da República. Há duas sub-áreas identificadas:
- Partido de Villarino
- Villarino y Patagones

## Festival Nacional de Alho
Médanos é considerada a capital nacional de alho e organiza anualmente o "Festival Nacional de alho", em março. As festividades acontecem durante um fim de semana e incluem shows, danças e uma missa de ação de graças.

## Vinicultura

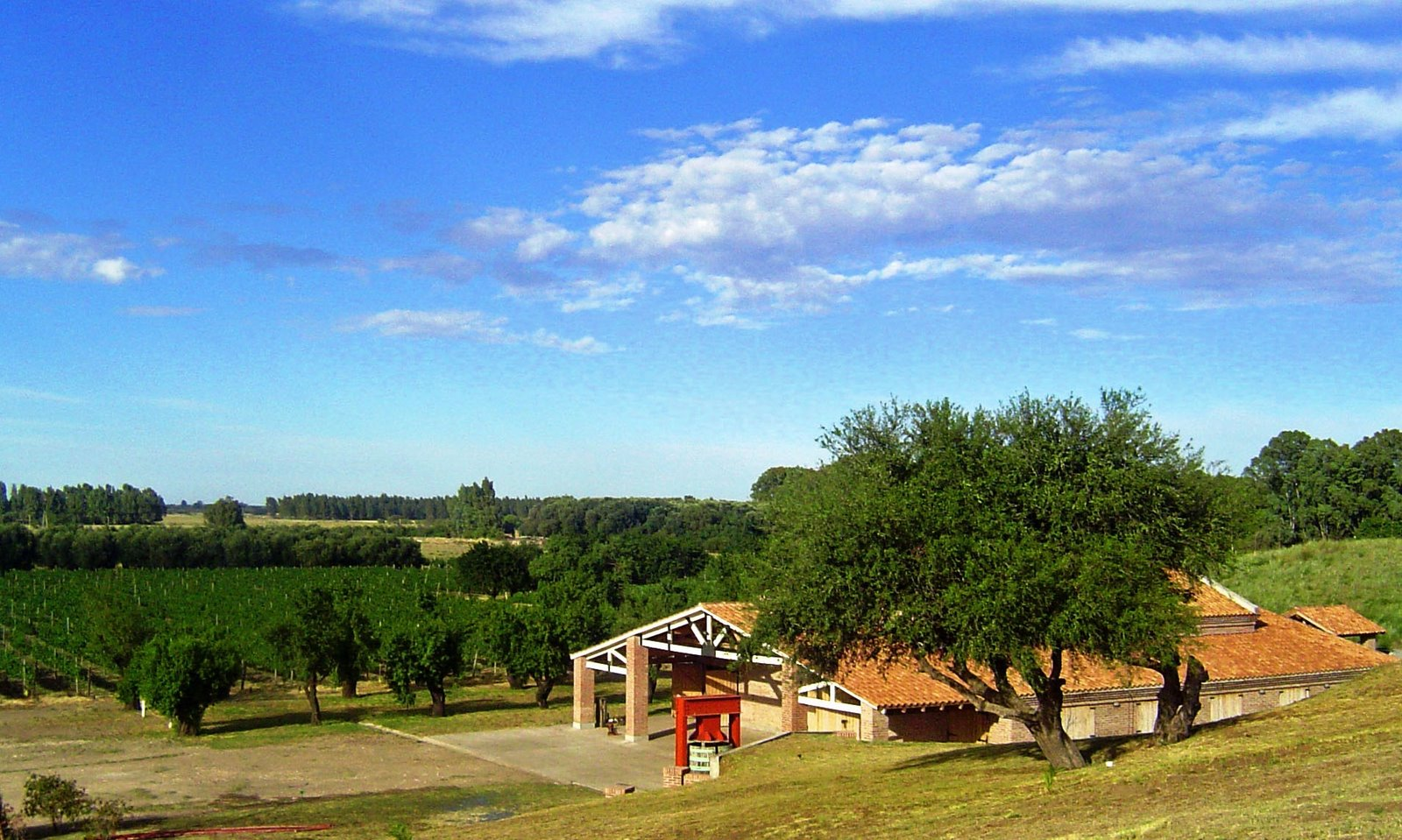
Al Este Bodega y Viñedos en Médanos

Médanos tem vinhas que foram os primeiros a produzir vinhos de qualidade na província de Buenos Aires. Este terroir, leste das regiões tradicionais do vinho, tem grandes habilidades para cultivar a videira especialmente Malbec, Cabernet sauvignon, Chardonnay, Sauvignon Blanc e Tannat.
Em sua primeira participação em uma competição internacional, Al Este Bodega y Viñedos (adega e vinhas) ganhou uma medalha de prata no Decanter World Wine Awards de 2009, realizada em Londres, eo vinho é classificado entre os melhores"na lista de recomendações para a Decanter 2009

## População
Tem 5447 habitantes (INDEC, 2001), representando um aumento de 14,55% em comparação com 4775 habitantes (INDEC, 1991) do censo anterior.

## Instituto Nacional de Tecnología Agropecuaria
- Agencia "OIT Médanos", e-mail: inta@medanos.net.ar. Tel: 02927-432341

A área geográfica da Estação Experimental INTA Hilario Ascasubi compreende os Partidos de Villarino (norte) e Patagones (sul), ambas na ponta sul da Província de Buenos Aires para as atividades da Unidade, e são adicionados Partes de Bahía Blanca e Col. Rosales às atividades do Pro-huerta.

## Os cidadãos proeminentes
- Mario Davidovsky, Músico, reside nos E.U. do 1960. Nascido em 1934
- Enrique Malamud. Médico. Nascido em 1930. Reside nos E.U.. UU. desde 1976.